# Johannes Petrus Pessers
Johannes Petrus Pessers (Tilburg, 14 oktober 1756 – 's-Hertogenbosch, 20 september 1813) was een koopman en politicus ten tijde van de Bataafse Republiek.

## Familie
Pessers was een zoon van Petrus Pessers (1723-1798) en Theresia Wuijts (overleden 1769). Zijn vader was droogscheerder in Tilburg. Pessers trouwde in 1778 met Anna Barbara van Tulder (1748-1821); uit dit huwelijk werden zes kinderen geboren.

## Loopbaan
Pessers was net als zijn vader en grootvader werkzaam in de lakenhandel; hij was koopman en lakenfabrikant. Hij werd in 1787 lid van de patriottisch gezinde vaderlandse sociëteit en van het genootschap van wapenhandel te Tilburg. Na de Bataafse omwenteling werd hij lid van de municipaliteit van Tilburg totdat hij werd afgevaardigd naar de Tweede Nationale Vergadering (1797-1798); hij was lid van de Constituerende Vergadering (1798) en van de Eerste Kamer (1798) van het Vertegenwoordigend Lichaam.
Pessers overleed in 1813, op 56-jarige leeftijd.